# Friedrich Ludwig von Mecklenburg

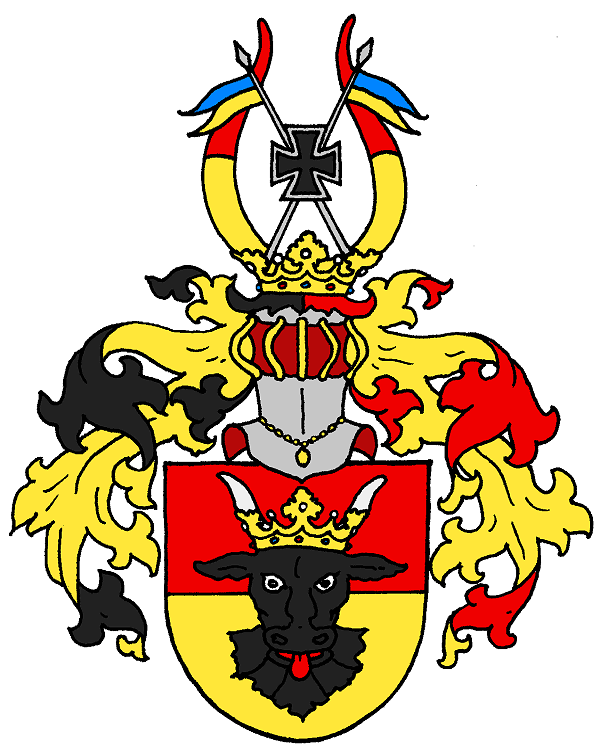
Friedrich Ludwig von Mecklenburg 1871 verliehenes Wappen

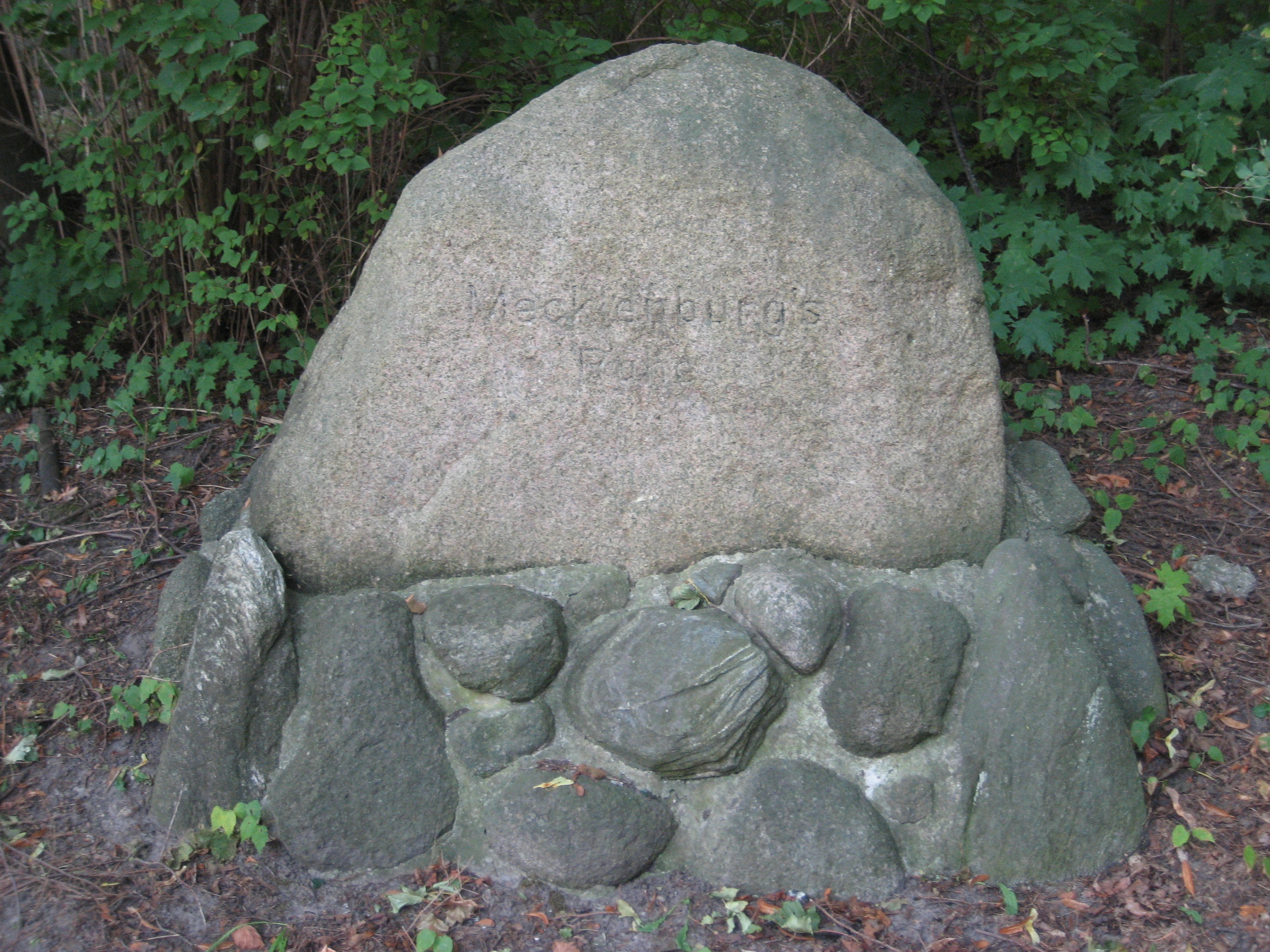
Gedenkstein

Friedrich Ludwig Mecklenburg, ab 1871 von Mecklenburg (* 28. März 1821 in Zickhusen; † 29. Oktober 1884 in Ludwigslust) war ein preußischer Oberst.

## Leben
Er war ein Sohn des Forstinspektors Ludwig Mecklenburg in Zickhusen und seiner Frau Agnes, geborene von Ladiges.
Mecklenburg schlug die Offizierslaufbahn ein und diente in verschiedenen Kürassier-Regimentern. Er war sehr naturverbunden und beschäftigte sich auch mit Gartenbau und Landschaftsgestaltung. Während seiner Dienstzeit im Kürassier-Regiment Nr. 2 in Pasewalk von 1844/56 und 1860/69 machte er sich sehr verdient um die Grüngestaltung der Stadt. So geht auf ihn die Bepflanzung des Pasewalker Marktplatzes mit einer Doppelreihe Linden zurück, genauso wie die Pflanzung von Lindenbaumalleen entlang der aus der Stadt führenden Chausseen. Zwischen 1865 und 1867 entstand an der Stettiner Chaussee, die heute zur Bundesstraße 104 gehört, zwischen Schützenstraße und Neuem Friedhof auf seine Initiative hin ein Park, der später nach ihm Mecklenburg’s Ruhe genannt wurde.
Am Deutsch-Französischen Krieg 1870/71 nahm er als Major im Kürassier-Regiment Nr. 3 teil. Bei Gelegenheit des Einzuges der siegreichen deutschen Truppen in Berlin am 16. Juni 1871 wurde er durch Kaiser Wilhelm I. als König von Preußen „wegen der im Kriege gegen Frankreich vor dem Feinde bewiesenen Tapferkeit“ in den Adelsstand erhoben. Am 18. Januar 1872 wurde er zum Oberstleutnant befördert. Er diente zuletzt als Kommandeur des Kürassier-Regiments Nr. 3. Seit Oktober 1873 erkrankt und dienstunfähig, erhielt er am 16. Februar 1874 seinen Abschied bei gleichzeitiger Beförderung zum Oberst.
Seit dem 19. Januar 1874 war Mecklenburg mit Bertha, geborene von Hünerbein (* 30. August 1850 in Köln) verheiratet.
Die Stadt Pasewalk ließ 1934 in Erinnerung an Friedrich Ludwig von Mecklenburg und sein Wirken einen Gedenkstein errichten mit der Inschrift: „Mecklenburg's Ruhe“.